# Куропатницька бучина
Ботанічна пам’ятка природи місцевого значення «Куропатницька бучина» (втрачена) була створена рішенням Облвиконкому №496 від 26.08.1983 року у с.Куропатники (Конюхівське лісництво, кВ.50, вид 3, Бережанський район).  Площа – 9,6 га. Склад насаджень - бук із домішкою грабу (10 Бк + Гб) віком понад 100 років.
Рішенням Тернопільської обласної ради №187 від 21.08.2000 року об’єкт було скасовано..
Скасування статусу відбулось по причині втрати ним цінності з віком, що не може бути причиною скасування об’єкту ПЗФ.  .